# Joseph H. Lewis
Pour les articles homonymes, voir Lewis.
Joseph Harold Lewis est un réalisateur américain né le 6 avril 1907 à New York (États-Unis) et mort le 30 août 2000 à Santa Monica (Californie). Il était spécialisé dans les séries B. Le sommet de sa carrière est Le Démon des armes (1950).

## Biographie
Joseph H. Lewis est né en 1907 ou en 1900, la date de sa naissance n'est pas fermement établie,, ses parents étaient des immigrés d'origine russe et de confession juive,,,. Il est considéré comme celui qui a donné les lettres de noblesse aux films de série B,,. Il a travaillé pour aussi bien pour le cinéma que pour la télévision. Son frère est le monteur Ben Lewis (1894-1970).

## Filmographie
- 1937 : Navy Spy (en)
- 1937 : The Gold Racket (en)
- 1937 : Courage de cow-boy (en) (Courage of the West)
- 1937 : Le Cow-boy chantant (en) (The Singing Outlaw)
- 1938 : The Spy Ring (en)
- 1938 : Border Wolves (en)
- 1938 : The Last Stand (en)
- 1939 : Meurtre à Oak Valley (en) (Two-Fisted Rangers)
- 1940 : Blazing Six Shooters (en)
- 1940 : La Cavalcade de la mort (en) (The Man from Tumbleweeds)
- 1940 : Le Courrier du Texas (en) (Texas Stagecoach)
- 1940 : The Return of Wild Bill (en)
- 1940 : Boys of the City (en)
- 1940 : That Gang of Mine (en)
- 1940 : Un loup dans la bergerie (en) (Pride of the Bowery)
- 1941 : Le Fantôme invisible (Invisible Ghost)
- 1941 : Arizona Cyclone (en)
- 1942 : The Mad Doctor of Market Street
- 1942 : La Cicatrice (The Silver Bullet)
- 1942 : Boss of Hangtown Mesa (en)
- 1942 : Secrets of a Co-Ed
- 1943 : Bombs Over Burma
- 1943 : Criminals Within (en)
- 1944 : Le Troubadour de Broadway (Minstrel Man)
- 1945 : The Falcon in San Francisco (en)
- 1945 : Le Calvaire de Julia Ross (My Name Is Julia Ross)
- 1946 : So Dark the Night
- 1948 : Le Manoir de la haine (The Swordsman)
- 1948 : The Return of October (en)
- 1949 : Le Maître du gang (The Undercover Man)
- 1950 : Le Démon des armes (Gun Crazy/Deadly Is the Female)
- 1950 : La Dame sans passeport (A Lady Without Passport)
- 1952 : Retreat, Hell! (en)
- 1952 : Quatre jours d'angoisse (en) (Desperate Search)
- 1953 : Le Mystère des Bayous (Cry of the Hunted)
- 1955 : Man on a Bus
- 1955 : Association criminelle (The Big Combo)
- 1955 : Ville sans loi (A Lawless Street)
- 1956 : La Mission du capitaine Benson (7th Cavalry)
- 1957 : The Halliday Brand (en)
- 1958 : Terreur au Texas (Terror in a Texas Town)
- 1965 : Gunsmoke, série télévisée